# Kanton Tournan-en-Brie
Kanton Tournan-en-Brie (fr. Canton de Tournan-en-Brie) byl francouzský kanton v departementu Seine-et-Marne v regionu Île-de-France. Tvořilo ho devět obcí. Zrušen byl po reformě kantonů 2014.

## Obce kantonu
- Châtres
- Chaumes-en-Brie
- Courquetaine
- Favières
- Gretz-Armainvilliers
- Liverdy-en-Brie
- Ozouer-le-Voulgis
- Presles-en-Brie
- Tournan-en-Brie